# Apfeltrach
Apfeltrach ist eine Gemeinde im schwäbischen Landkreis Unterallgäu in Bayern.
Die Gemeinde ist Mitglied der Verwaltungsgemeinschaft Dirlewang.

## Geographie
Die Gemeinde liegt in der Region Donau-Iller in Mittelschwaben.
Der niedrigste Punkt in der Gemeinde liegt mit 611 m ü. NHN an der Gemeindegrenze zur Stadt Mindelheim an der Mindel, der höchste Punkt mit 727 m ü. NHN zwischen Katzbrui und der Einöde Neubuchenbrunn an der Gemeindegrenze zum Markt Rettenbach.

### Gemeindegliederung
Das Gemeindegebiet besteht aus den Gemarkungen Apfeltrach, Köngetried und Saulengrain.
Es gibt fünf Gemeindeteile; in Klammern ist der Siedlungstyp angegeben:
- Apfeltrach (Pfarrdorf)
- Grünegg (Dorf)
- Katzbrui (Einöde)
- Köngetried (Pfarrdorf)
- Saulengrain (Dorf)

## Geschichte

### Bis zur Gemeindegründung
779 erfolgte die urkundliche Ersterwähnung des heutigen Katzbruis als Chatzenbruch. Im Jahr 1063 erfolgte die erstmalige Erwähnung des Ortes Apfeltrach in Urkunden des Hochstifts Augsburg. Apfeltrach war vor 1800 Pflegamt und gehörte dem Domkapitel Augsburg. Seit dem Reichsdeputationshauptschluss von 1803 gehört der Ort zu Bayern. Im Zuge der Verwaltungsreformen im Königreich Bayern entstand mit dem Gemeindeedikt von 1818 die heutige Gemeinde.

### Eingemeindungen
Im Zuge der Gebietsreform in Bayern wurden am 1. Mai 1978 die Gemeinden Köngetried und Saulengrain eingegliedert.

### Bevölkerungsentwicklung
| Jahr      | 1840 | 1900 | 1939 | 1950 | 1961 | 1970 | 1987 | 1991 | 1995 | 2000 | 2005 | 2010 | 2015 | 2020 |
| Einwohner | 622  | 675  | 692  | 1032 | 818  | 781  | 842  | 896  | 948  | 926  | 986  | 960  | 919  | 975  |

Zwischen 1988 und 2018 wuchs die Gemeinde von 845 auf 935 um 90 Einwohner bzw. um 10,7 %.

## Politik

### Bürgermeisterin und Gemeinderat
Erste Bürgermeisterin ist seit 2011 Karin Schmalholz (Dorfgemeinschaft); diese wurde am 15. März 2020 mit 73,7 % der Stimmen für weitere sechs Jahre im Amt bestätigt.
Die Sitzzuteilung bei der Kommunalwahl am 15. März 2020 ergab sich wie folgt:
- Dorfgemeinschaft Apfeltrach: fünf Sitze
- Bürgerblock Köngetried: zwei Sitze
- Wählergemeinschaft Saulengrain: ein Sitz

Diese Sitzverteilung ist unverändert wie in der Amtszeit 2014 bis 2020.

### Steuereinnahmen
Im Jahr 2019 betrugen die Gemeindesteuereinnahmen 787.000 €, davon waren 161.000 € Gewerbesteuereinnahmen (netto).

### Wappen
| | Blasonierung: „Gespalten von Rot und Silber, vorne schräg gekreuzt ein goldener Bischofsstab und ein silberner Palmzweig, hinten über einem gesenkten blauen Wellenbalken ein roter Apfel mit grünem Stiel und grünem Blatt.“ |
| Wappenbegründung: Die Geschichte des Gemeindegebiets ist vor allem durch das Hochstift Augsburg bestimmt worden. Apfeltrach gehörte zu den Besitzungen des Domkapitels und war Sitz eines eigenen Amtes (seit dem 18. Jahrhundert Obervogtamt). Als Hinweis auf diese historische Verbindung wurde das Wappen nach dem Vorbild das Augsburger Hochstiftswappens von Rot und Silber gespalten. Der Bischofsstab verweist auf die dem hl. Nikolaus geweihte Kirche in Saulengrain, der Palmzweig als Märtyrerattribut steht für die Stefanskirche in Köngetried. Der Apfel im hinteren Feld „redet“ für den Ortsnamen Apfeltrach. Der Wellenbalken symbolisiert die beiden Flüsschen Westernach und Mindel. Den Entwurf und die Gestaltung des Wappens übernahm der Freisinger Theodor Goerge. Das Wappen wurde am 15. April 1988 durch Bescheid der Regierung von Schwaben genehmigt. | |

### Flagge
Die Flagge ist gelb-rot gestreift mit aufgelegtem Gemeindewappen.

## Kultur und Sehenswürdigkeiten
In Apfeltrach befinden sich die aus dem 15. Jahrhundert stammende Kirche St. Bartholomäus und die aus der gleichen Zeit stammende Wallfahrtskirche St. Leonhard. Die Kapelle zu den 14 Nothelfern befindet sich auf einem ehemaligen Pestfriedhof und wurde in der ersten Hälfte des 17. Jahrhunderts errichtet.

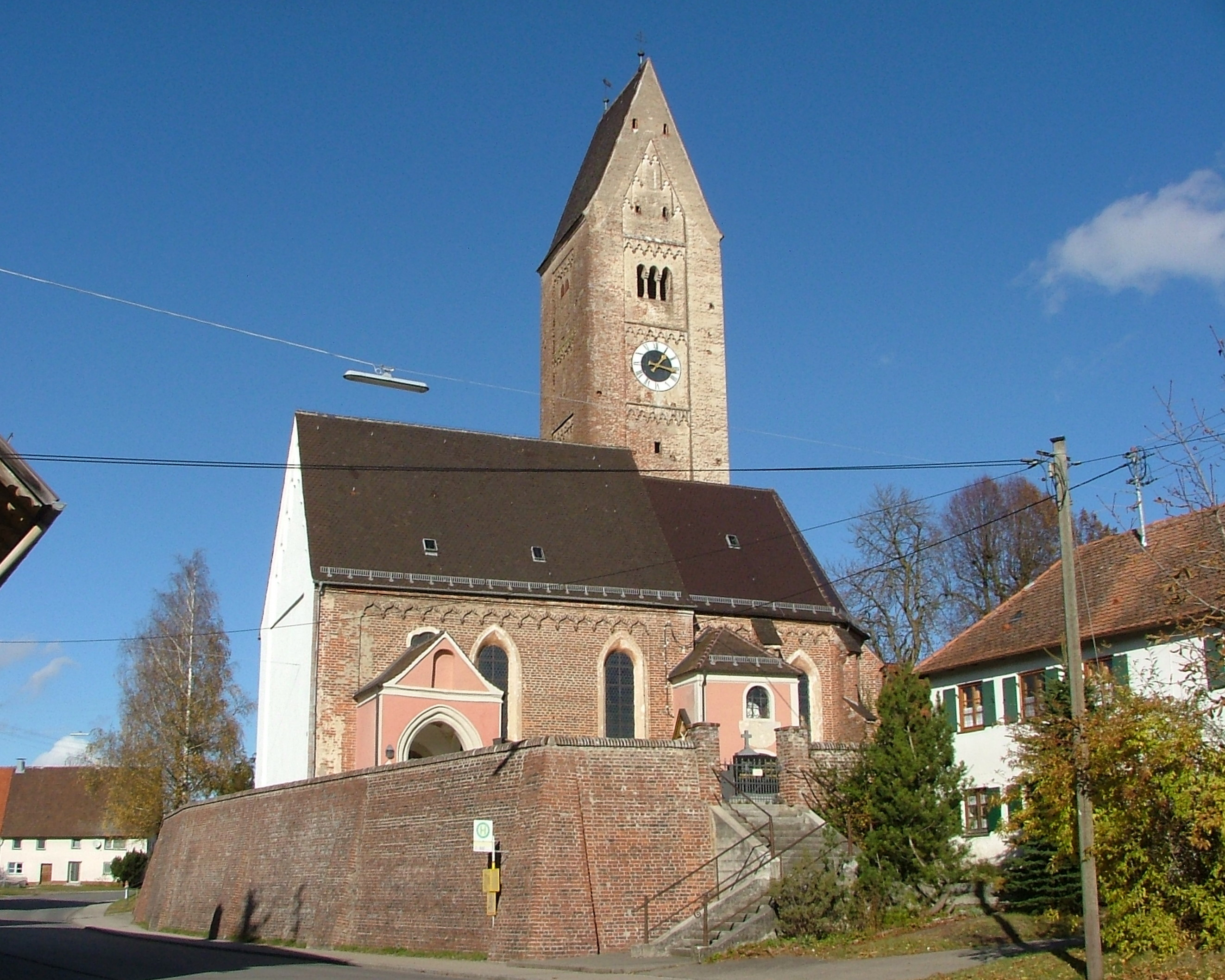
St. Bartholomäus
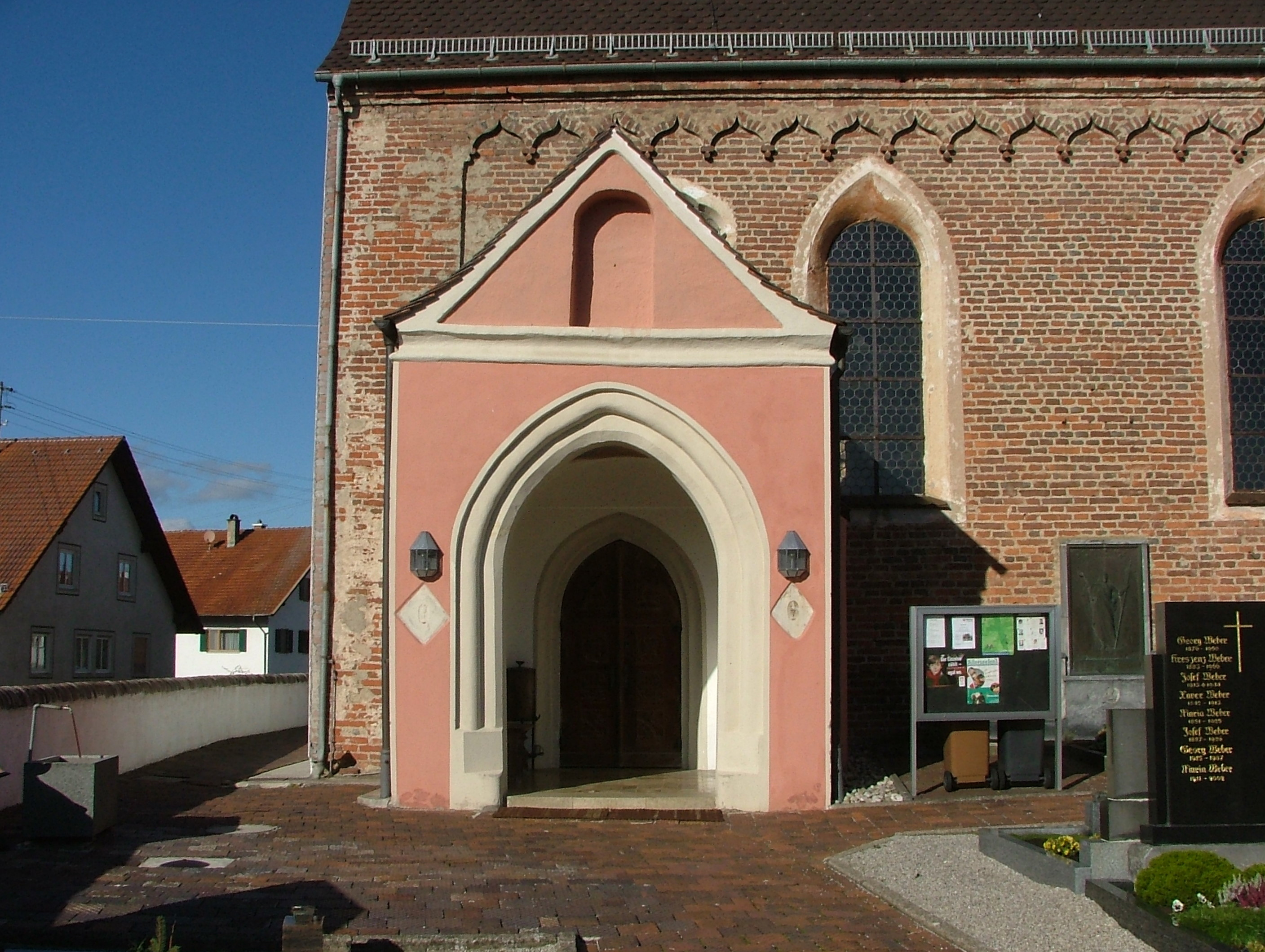
St. Bartholomäus, Eingang
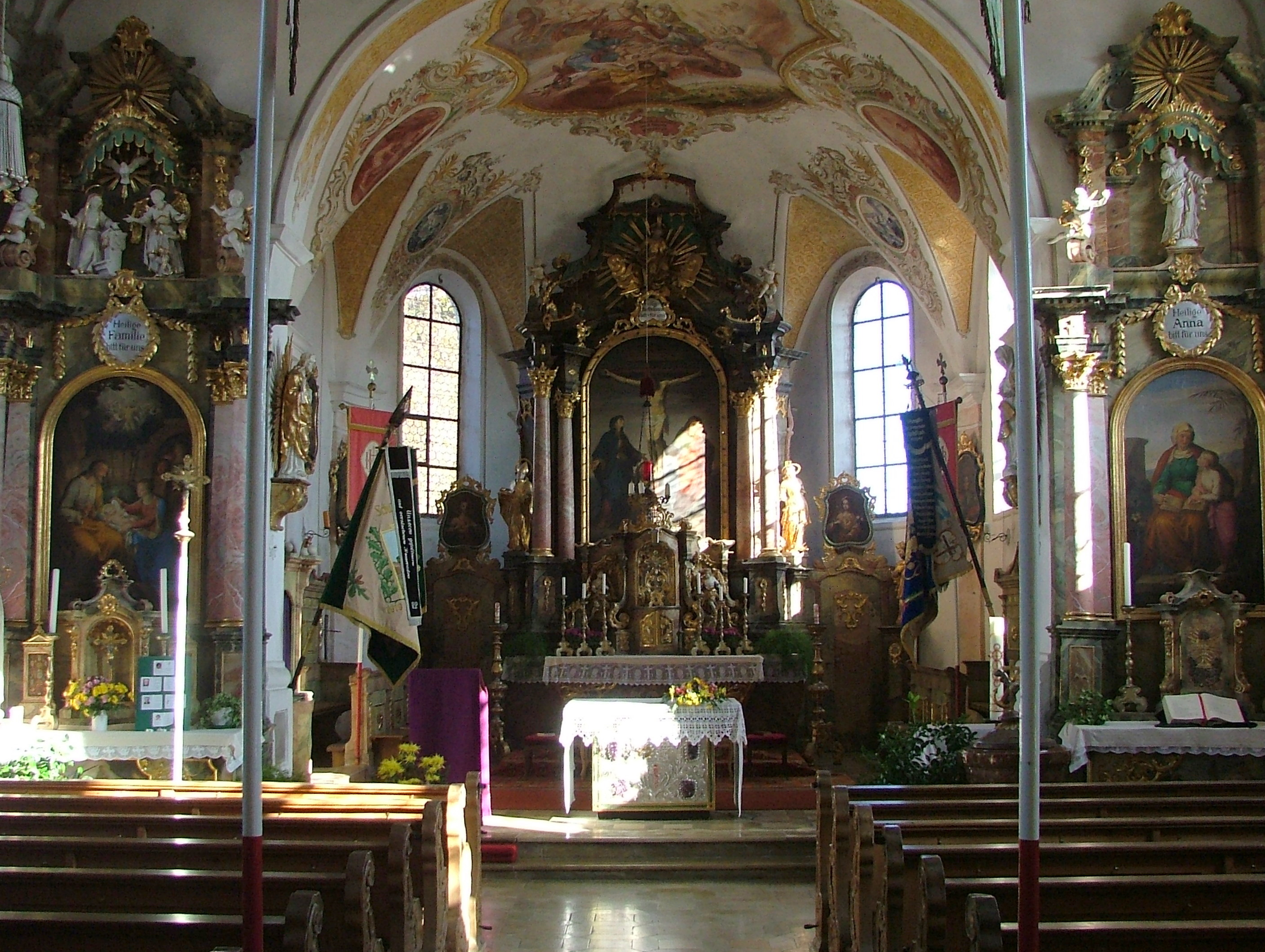
St. Bartholomäus, Innenraum
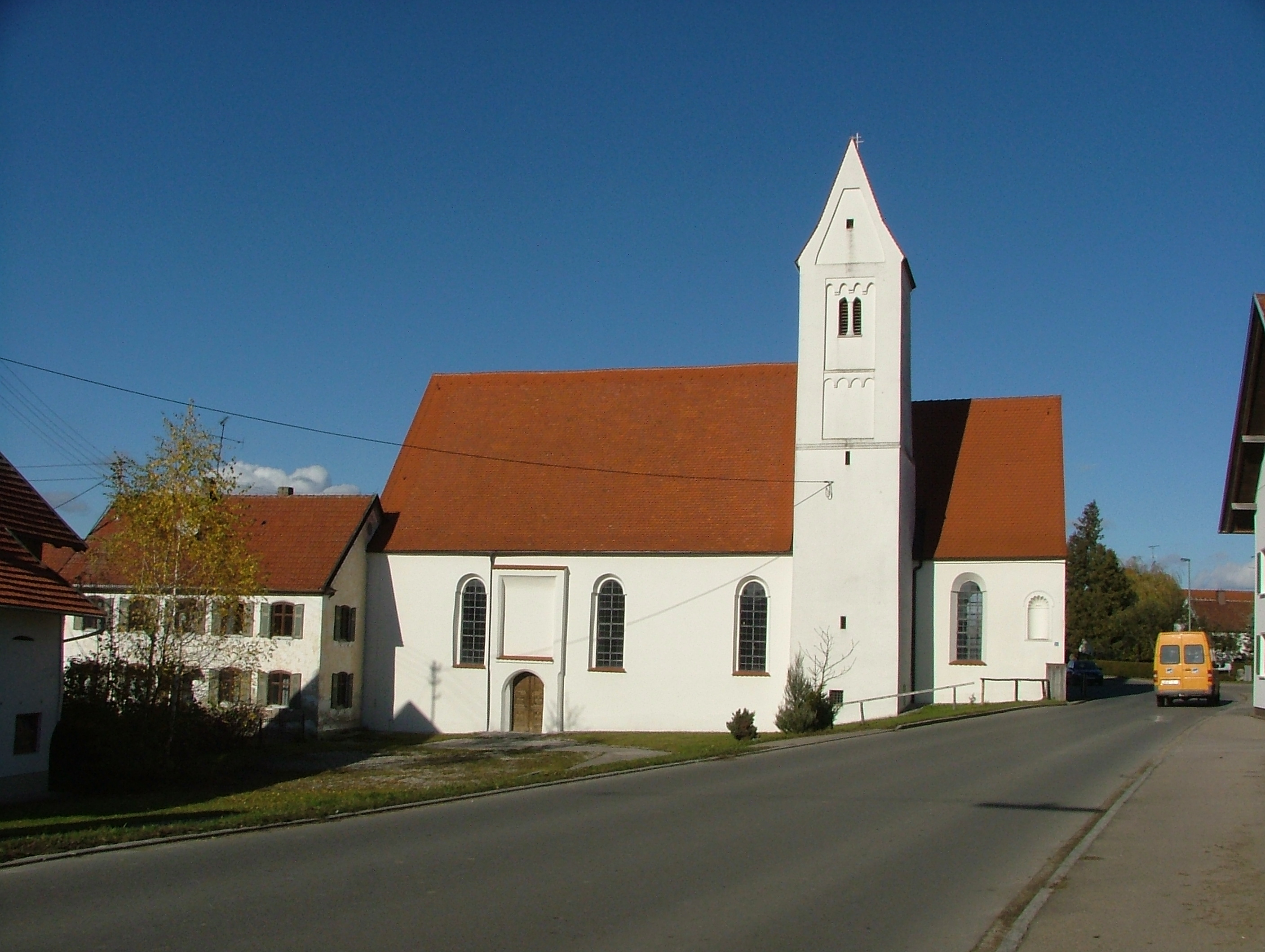
St. Leonhard

## Wirtschaft einschließlich Land- und Forstwirtschaft
Im Jahr 2021 gab es im produzierenden Gewerbe 61 sozialversicherungspflichtig Beschäftigte am Arbeitsort (Fehlanzeige im Bereich Handel und Verkehr); sozialversicherungspflichtig Beschäftigte am Wohnort gab es insgesamt 416. Im verarbeitenden Gewerbe gab es einen, im Bauhauptgewerbe vier Betriebe. Im Jahr 2016 bestanden zudem 28 landwirtschaftliche Betriebe mit einer landwirtschaftlich genutzten Fläche von 1018 Hektar, davon 667 Hektar Dauergrünfläche.

## Söhne und Töchter der Gemeinde
- Franz Burger (1880–1933), Altphilologe und Gymnasiallehrer
- Irmgard Seefried (1919–1988), lyrische Sopranistin